# Xylophanes obscurus
Xylophanes obscurus är en fjärilsart som beskrevs av Rothschild och Jordan 1910. Xylophanes obscurus ingår i släktet Xylophanes och familjen svärmare. Inga underarter finns listade i Catalogue of Life.